# 西安都城隍庙
34°15′48″N 108°55′58″E / 34.26333°N 108.93278°E
西安都城隍庙位于中国陕西省西安市莲湖区西大街，是陕西和中国西北最大的城隍庙，统辖西北各省城隍。其中大殿是陕西唯一的庑殿式建筑。据说都城隍庙供奉的城隍爷是汉刘邦手下的大将纪信。
2001年，西安都城隍庙被列为第五批全国重点文物保护单位。

## 历史
西安城隍庙始建于明洪武二十年（1387年），原址位于今新城区东门内的九曜街，宣德八年迁建现址。
清雍正元年（1723年），都城隍庙大部分建筑毁于火灾，时任川陕总督年羹尧下令拆除明秦王府，并用其木料修复了都城隍庙。清光绪十三年（1887年），都城隍庙周边区域失火，烧毁了山门及东西两边的商铺。时任陕西巡抚的叶伯英募资重修。1942年，日军轰炸西安城，城隍庙被两枚炸弹击中，炸毁了城隍庙的二殿及藏经阁。庙内
珍藏数百年的文物经典毁于一旦，流传数百年的鼓乐谱被完全烧毁。
城隍庙的牌楼曾在“文化大革命”中被红卫兵拆除，寝殿也被作为庙后街办事处。城隍庙长期以来以被作为小商品市场，是西北的著名小商品批发中心。2003年，西安市政府出资将城隍庙内的商贩迁出，将庙产归还道教协会。

## 结构
建筑群坐北朝南，有二门、乐舞楼、牌坊、大殿、寝殿、偏殿等建筑。大殿为雍正元年（1723年）利用秦王府砖石木料重建，面阔五间，进深三间，单檐庑殿顶，外檐斗栱七踩三下昂，明间平身科三攒。乐舞楼为光绪十三年（1887年）重建，面阔三间，进深二间，重檐歇山顶。

## 图集

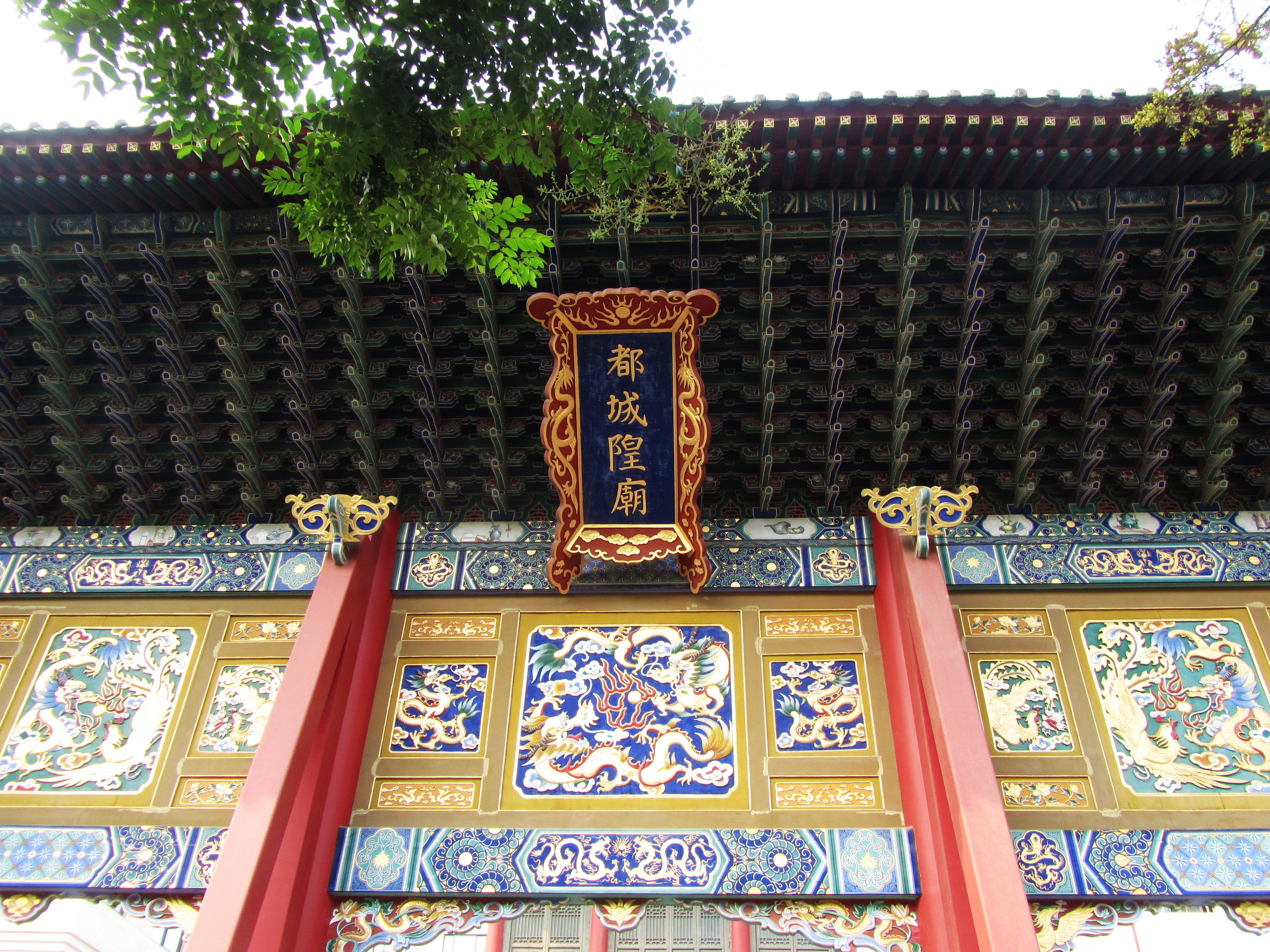
沿西大街牌坊
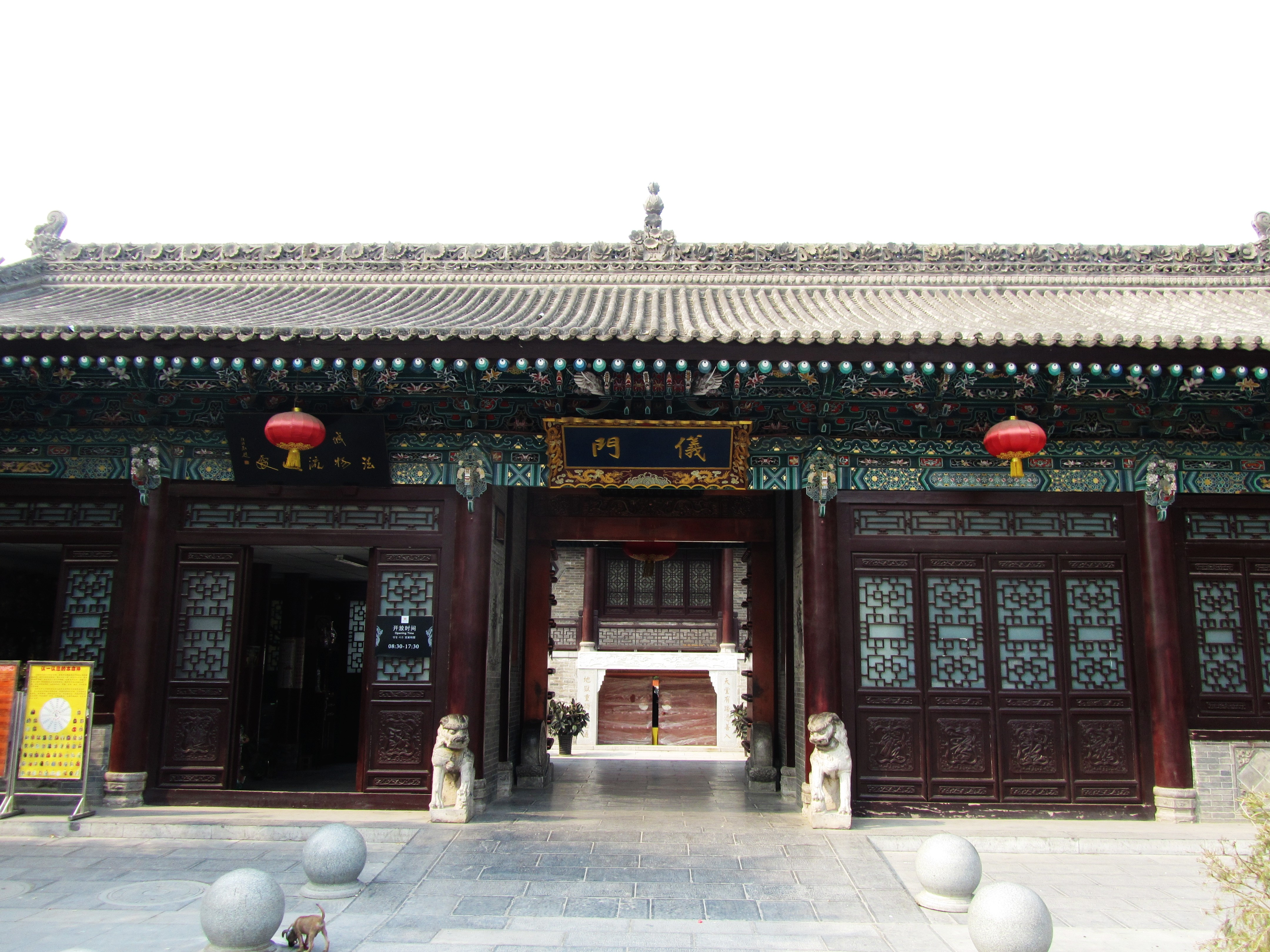
仪门
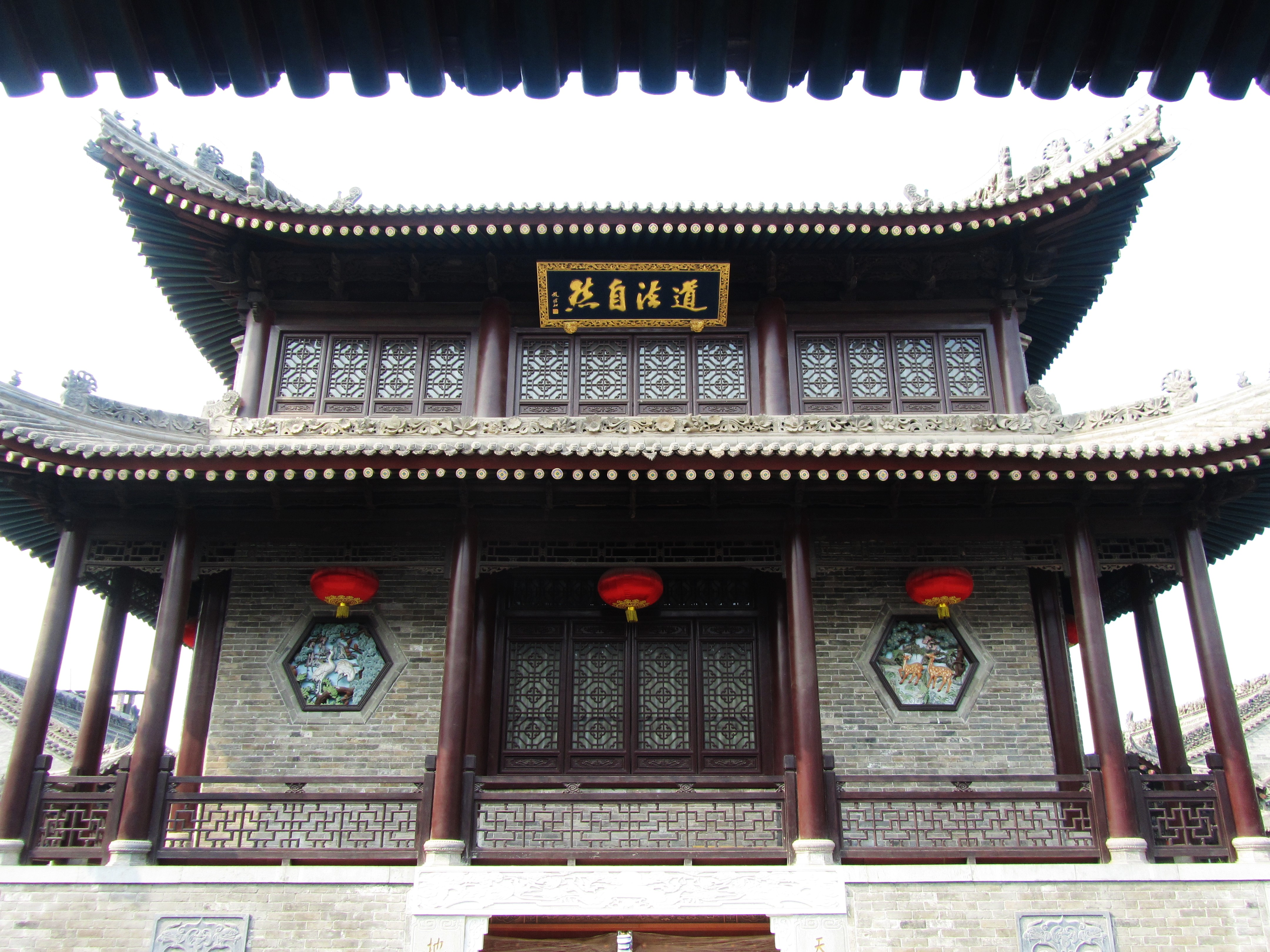
乐舞楼南侧
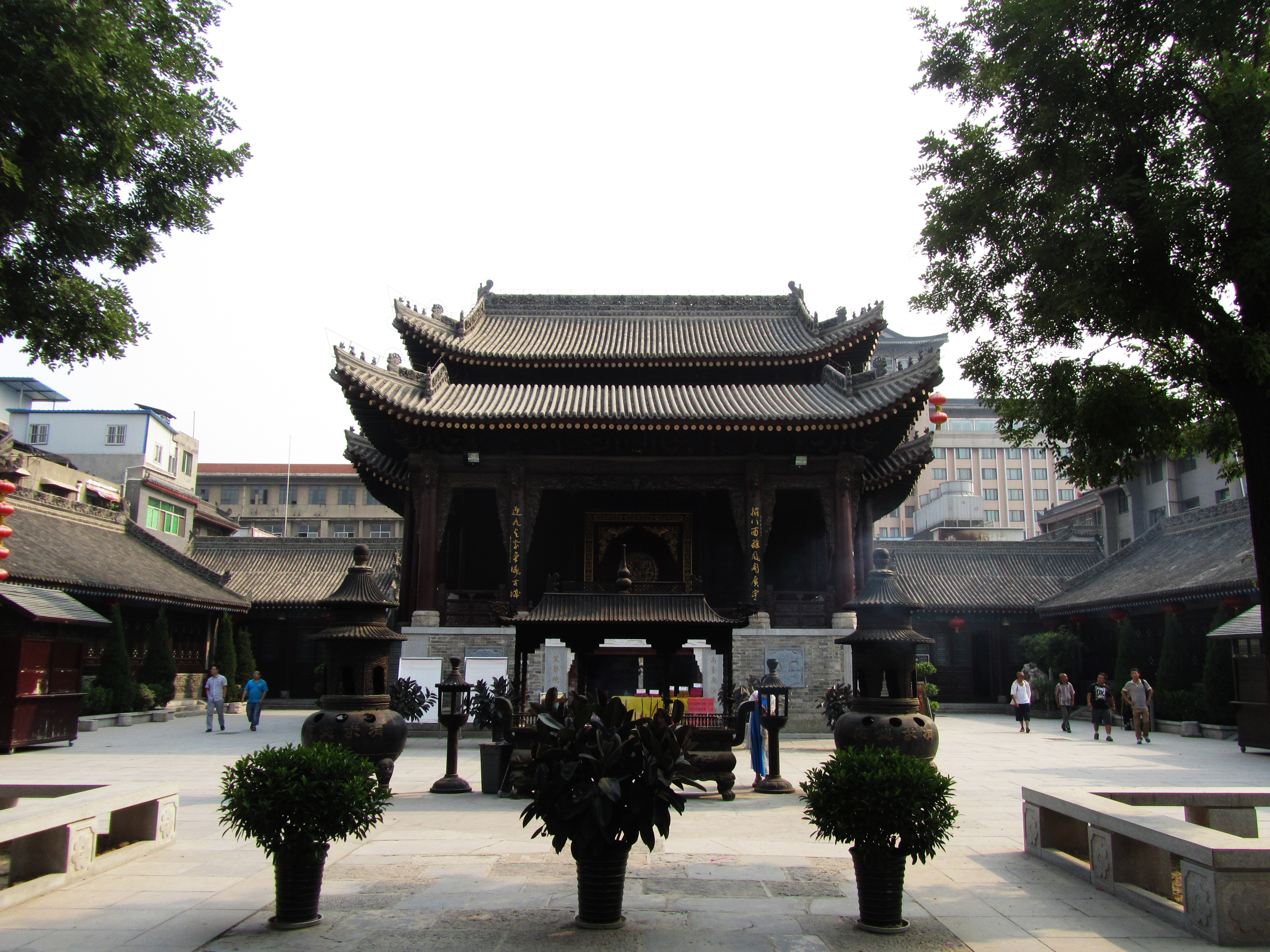
乐舞楼北侧
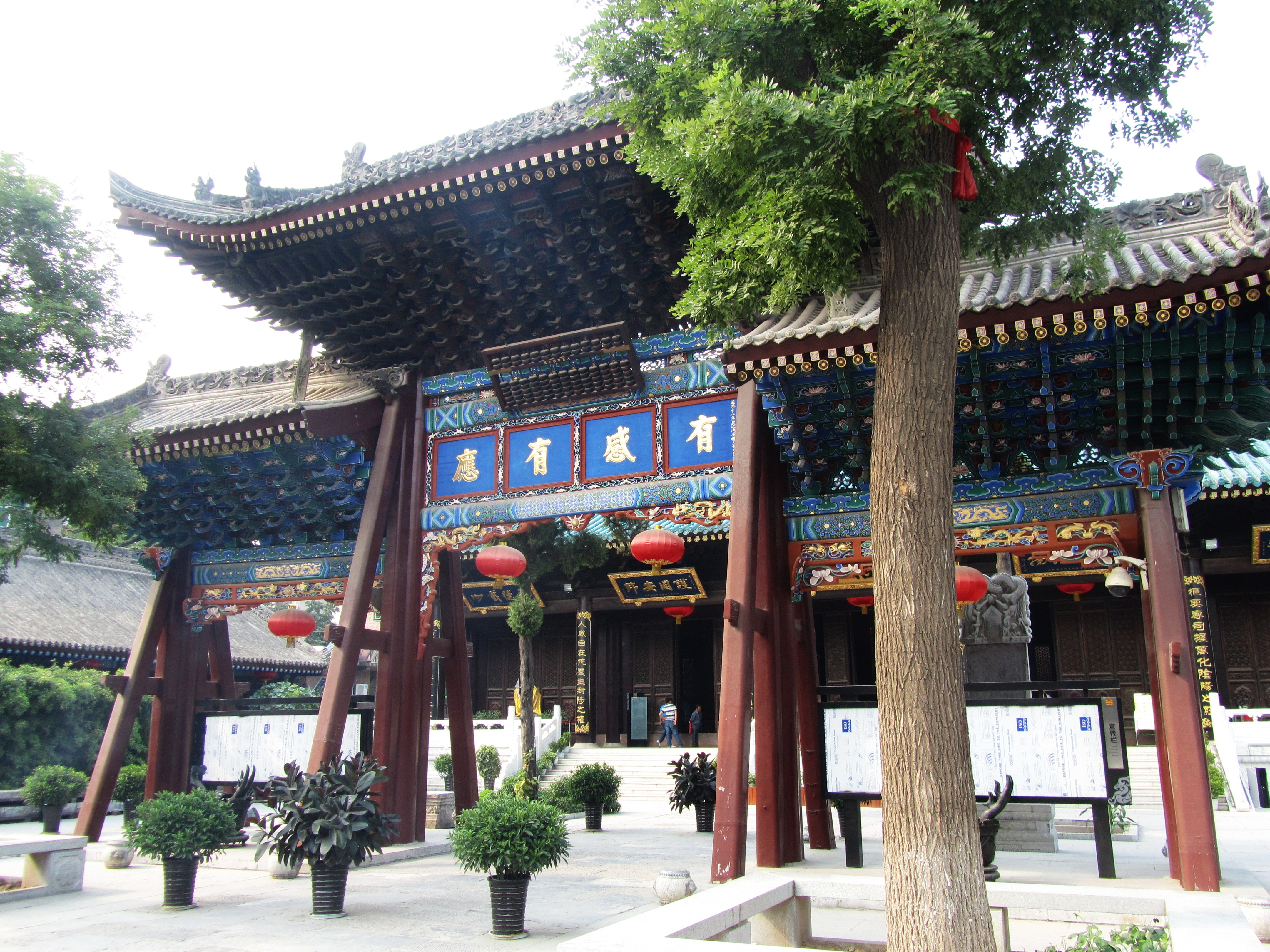
大殿前牌坊
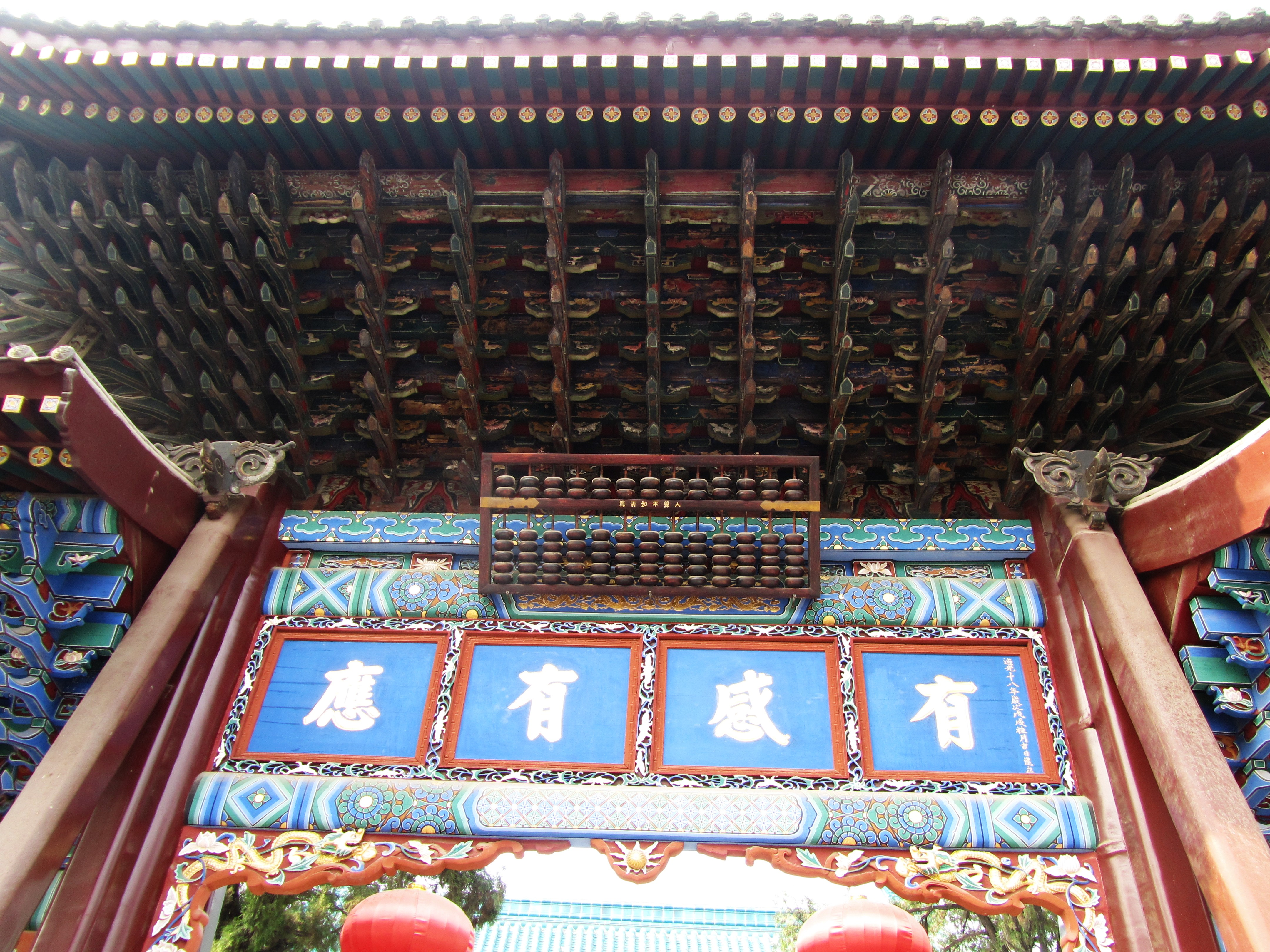
大殿前牌坊
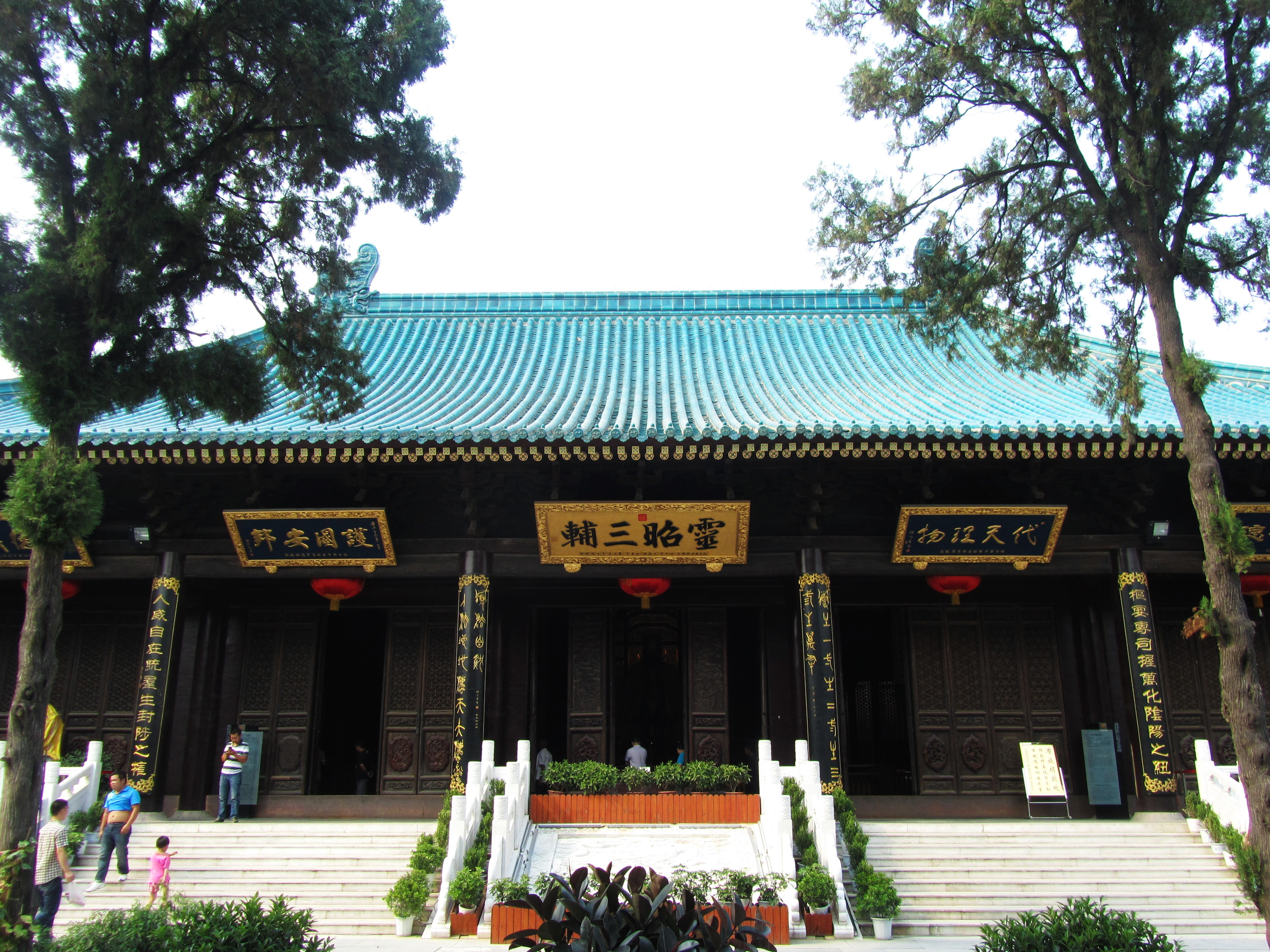
大殿
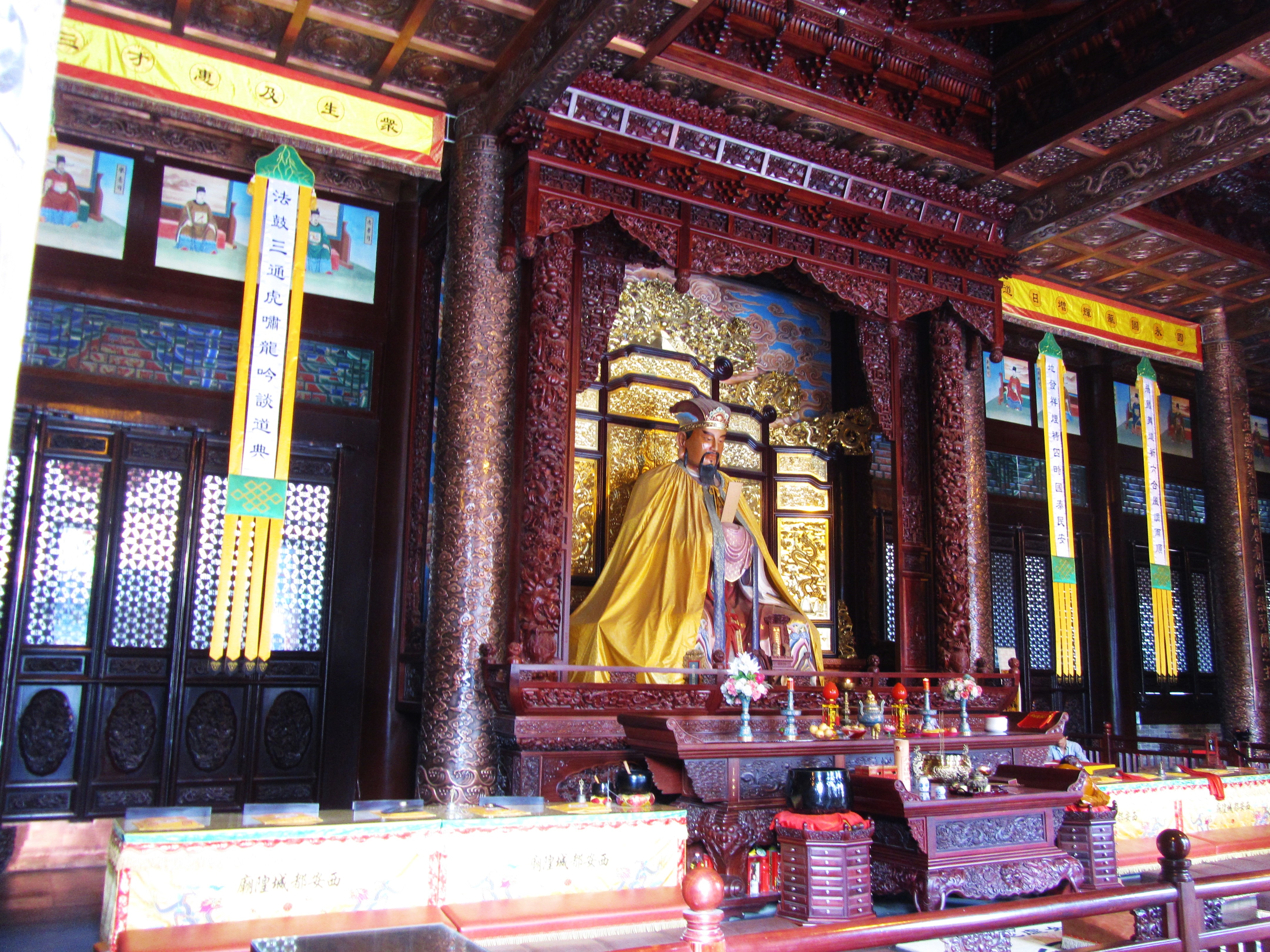
大殿室内
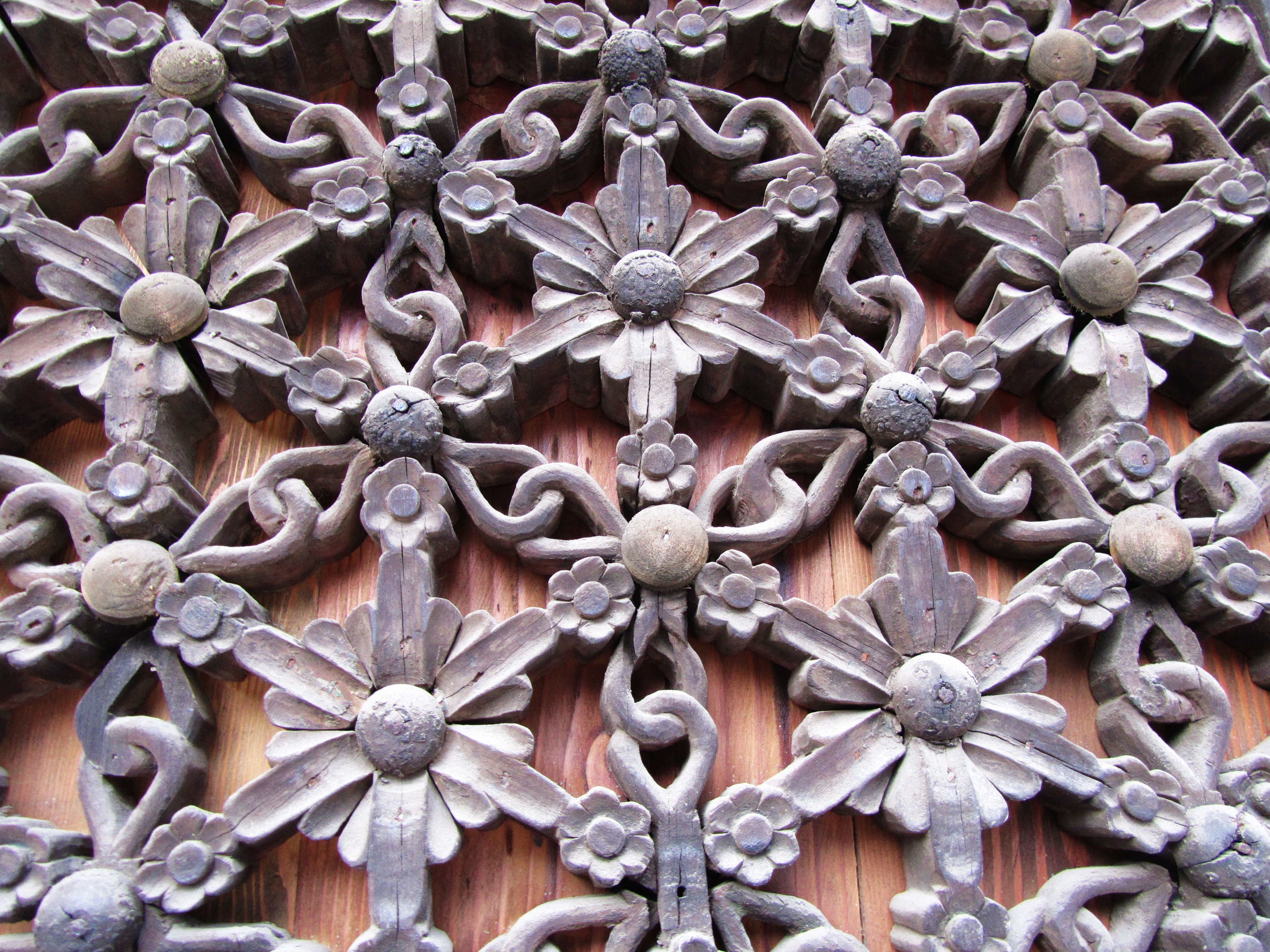
大殿门窗格心棂花图案